# Ripper: Letter From Hell
Ripper: Letter From Hell är en amerikansk film, skräck/slasher, från 2001, regisserad av John Eyres, manus av John A. Curtis och Evan Tylor.

## Handling
När Molly Keller (A.J. Cook) var 16 år överlevde hon en blodig massaker på en semesterö. Nu, fem år senare, studerar hon seriemördare på universitet. Allting verkar ha återgått till det normala när plötsligt hennes studiekamrater börjar bli mördade, och mördaren verkar försöka upprepa Jack Uppskärarens mord.

## Om filmen
Ripper: Letter From Hell har en uppföljare; Ripper 2: Letter from Within år 2004.

## Rollista (i urval)
- A.J. Cook - Molly Keller
- Bruce Payne - Marshall Kane
- Jürgen Prochnow - Detective Kelso
- Ryan Northcott - Jason Korda
- Claire Keim - Chantal Etienne
- Derek Hamilton - Eddie Sackman
- Daniella Evangelista - Mary-Anne Nordstrom
- Emmanuelle Vaugier - Andrea Carter
- Kelly Brook - Marisa Tavares

## Trailer
- https://web.archive.org/web/20061028122339/http://www.videodetective.com/home.asp?PublishedID=747391